# Gornje Točane
Gornje Točane (cyr. Горње Точане) – wieś w Serbii, w okręgu toplickim, w gminie Kuršumlija. W 2011 roku liczyła 13 mieszkańców.